# 佐宗応和
佐宗 応和（さそう たかかず、1969年1月24日 -）は、地方競馬の大井競馬場・武智一夫厩舎所属の元騎手、調教師である。勝負服の柄は紫・胴袖赤二本輪 。東京都出身、血液型O型。

## 騎手時代
1988年1月24日に地方競馬騎手免許取得。同年6月16日大井競馬第3競走グレートギヤツピーで初騎乗初勝利（10頭立て）。
1996年第47回全日本3歳優駿をオグリダンディで勝利し、重賞初制覇。
1998年第9回トゥインクルレディー賞をクリオネーで優勝。
1999年地方競馬通算200勝達成。
2007年5月16日付けで騎手引退。
地方競馬通算成績3849戦264勝・2着288回・3着293回・勝率6.9%・連対率14.3%
中央競馬4戦0勝

## 調教師時代
2007年12月19日調教師試験に合格し、2008年1月1日付けで調教師免許取得。同年6月1日に厩舎開業。当初割り当て馬房数は12。
2008年10月26日第12回大井競馬1日目第8競走C2四組五組条件戦を的場文男騎乗ブライダルサンデーで優勝し、28戦目で厩舎初勝利(9頭立て2番人気）。
2009年4月24日付けで境共同トレーニングセンターに3馬房の外厩認定を受けた。

## 主な管理馬
- ケイアイレオーネ（2016年大井記念、2017年報知オールスターカップ、フジノウェーブ記念、スパーキングサマーカップ）
- チサット（2021年京浜盃）